# Centre de Flacq
Centre de Flacq ist eine Stadt auf Mauritius und Bezirkshauptstadt von Flacq, dem größten Bezirk von Mauritius. Die Stadt bietet neben mehreren Supermärkten auch touristische Sehenswürdigkeiten wie den besonders von Einheimischen bevorzugten Wochenmarkt.
Der Ort ist Sitz des Distriktgerichtes und des Krankenhauses von Flacq. An weiterführenden Schulen bestehen die MGSS Flacq Secondary School, die Sir Leckraz Tealock State Secondary School und das Darwin College. Die katholische Kirche des Ortes wurde 1897 der heiligen Ursula geweiht. Mehrere Hindutempel und Moscheen befinden sich in den Siedlungen Camp Garou und Argy. In der Siedlung Boulet Rouge befindet sich eine Kapelle der Adventisten.

## Persönlichkeiten
- Édouard J. Maunick (1931–2021), Dichter